# Один день, одна кімната (Доктор Хаус)
«Один день, одна кімната» (англ. One Day, One Room)  — дванадцята серія третього сезону американського телесеріалу «Доктор Хаус». Прем'єра епізоду проходила на каналі FOX 30 січня 2007. Доктор Хаус і його команда мають врятувати молоду дівчину, яка була зґвалтована.

## Сюжет
На прийом до Хауса приходять три людини, які думають, що у них венерична хвороба. Взявши тести, в холі, Хаус помітив чоловіка, який зненацька починав кричати і бігати по колу скаржачись на головний біль. Хаус вважає, що у нього боліло вухо. Версія Формана — невринома яка почала кровити, Чейз думає, що у чоловіка стався психоз, а вже потім він сам розчухав собі вухо. Кемерон припускає, що давня інфекція. Хаус наказав їм перевірити всі ці варіанти, а також витягти таргана з вуха пацієнта. Згодом Хаус починає уникати роботи в лікарні, тому Кадді заключає з ним угоду: вона заплатить Хаусу $ 10 за кожного пацієнта, якщо той поставить діагноз не торкаючись його.
Невдовзі приходять результати аналізів трьох пацієнтів, які вважали, що у них венеричне. У двох тести негативні, але у одної дівчини аналіз показав хламідіоз. По її поведінці Хаус зрозумів, що її зґвалтували. Кадді передає справу психологу, але дівчина вимагає, щоб її лікував саме Хаус. Проте Хаус відмовляється. На прийомі у психолога дівчина знепритомніла, також у неї почала текти піна з рота. Хаус дізнається, що психолог давала їй заспокійливе і відвернулась на хвилину, а коли повернулась назад побачила пацієнтку на підлозі. Хаус зрозумів, що Єва намагалася скоїти самогубство. Отямившись вона почала благати Хауса, щоб той поговорив з нею на будь-яку тему. Довго вагаючись він розповів їй історію з дитинства. Невдовзі Кадді повідомила йому, що тести показали, що дівчина вагітна. Почувши новину Єва не схотіла переривати вагітність, але поговоривши з Хаусом вона погодилась на аборт і виписалась з лікарні.

## Цікавинки
- Протягом серії Кемерон намагається допомогти безпритульному з невиліковним раком, який звернувся до неї по допомогу.